# Canton de Saint-Quentin-1
Le canton de Saint-Quentin-1 est une circonscription électorale française du département de l'Aisne, créée par le décret du 21 février 2014 et entrant en vigueur lors des élections départementales de 2015.

## Histoire
Un nouveau découpage territorial de l'Aisne entre en vigueur en mars 2015, défini par le décret du 21 février 2014, en application des lois du 17 mai 2013 (loi organique 2013-402 et loi 2013-403). Les conseillers départementaux sont, à compter de ces élections, élus au scrutin majoritaire binominal mixte. Les électeurs de chaque canton élisent au Conseil départemental, nouvelle appellation du Conseil général, deux membres de sexe différent, qui se présentent en binôme de candidats. Les conseillers départementaux sont élus pour 6 ans au scrutin binominal majoritaire à deux tours, l'accès au second tour nécessitant 12,5 % des inscrits au premier tour. En outre la totalité des conseillers départementaux est renouvelée. Ce nouveau mode de scrutin nécessite un redécoupage des cantons dont le nombre est divisé par deux avec arrondi à l'unité impaire supérieure. 
Dans l'Aisne, le nombre de cantons passe ainsi de 42 à 21. Le canton de Saint-Quentin-1 fait partie des huit nouveaux cantons du département, les treize autres cantons portant la dénomination d'un ancien canton, mais avec des limites territoriales différentes.
Le nouveau canton reprend essentiellement les limites de l'ancien canton de Vermand avec l'ajout d'une fraction cantonale de la ville de Saint-Quentin, correspondant à l'ancien canton de Saint-Quentin-Centre, où est fixé le bureau centralisateur.

## Représentation
| Période élective | Période élective | Mandat | Mandat   | Identité             | Nuance | Nuance | Qualité |
| ---------------- | ---------------- | ------ | -------- | -------------------- | ------ | ------ | --- |
| 2015             | 2021             | 2015   | 2021     | Colette Blériot      |        | LR     | Ancienne conseillère générale du canton de Saint-Quentin-Centre 4ème Vice-Présidente du Conseil départemental |
| 2015             | 2021             | 2015   | 2021     | Jean-Pierre Boniface |        | LR     | Ancien agriculteur Maire de Vermand                                                                           |
| 2021             | 2028             | 2021   | en cours | Colette Blériot      |        | LR     | Ancienne conseillère générale du canton de Saint-Quentin-Centre 5ème Vice-président (Sport et Terre de jeux)  |
| 2021             | 2028             | 2021   | en cours | Jean-Pierre Locquet  |        | LR     | Ancien agriculteur Maire de Pontru                                                                            |

### Résultats détaillés

#### Élections de mars 2015
À l'issue du premier tour des élections départementales de 2015, deux binômes sont en ballottage : Colette Bleriot et Jean-Pierre Boniface (Union de la Droite, 39,79 %) et Christine Ledoray et Benoît Saillard (FN, 36,82 %). Le taux de participation est de 52,4 % (9 991 votants sur 19 066 inscrits) contre 53,32 % au niveau départemental et 50,17 % au niveau national.
Au second tour, Colette Bleriot et Jean-Pierre Boniface (Union de la Droite) sont élus Conseillers départementaux de l'Aisne avec 59,24 % des suffrages exprimés et un taux de participation de 53,55 % (5 499 voix pour 10 210 votants et 19 067 inscrits).

#### Élections de juin 2021
Le premier tour des élections départementales de 2021 est marqué par un très faible taux de participation (33,26 % au niveau national). Dans le canton de Saint-Quentin-1, ce taux de participation est de 35,64 % (6 809 votants sur 19 104 inscrits) contre 34,94 % au niveau départemental. À l'issue de ce premier tour, deux binômes sont en ballottage : Colette Bleriot et Jean-Pierre Locquet (DVD, 44,6 %) et Isabelle Dekkers et Luc Templier (RN, 25,37 %).
Le second tour des élections est marqué une nouvelle fois par une abstention massive équivalente au premier tour. Les taux de participation sont de 34,3 % au niveau national, 34,65 % dans le département et 36,82 % dans le canton de Saint-Quentin-1. Colette Bleriot et Jean-Pierre Locquet (DVD) sont élus avec 71,39 % des suffrages exprimés (4 542 voix pour 7 037 votants et 19 112 inscrits),,.

## Composition
Le canton de Saint-Quentin-1 est composé de 24 communes entières et une fraction de la commune de Saint-Quentin.
| Nom                                   | Code Insee | Intercommunalité         | Superficie (km2) | Population (dernière pop. légale)                | Densité (hab./km2) | Modifier                                    |
| ------------------------------------- | ---------- | ------------------------ | ---------------- | ------------------------------------------------ | ------------------ | ------------------------------------------- |
| Saint-Quentin (bureau centralisateur) | 02691      | CA du Saint-Quentinois   | 22,56            | Fraction : 18 387 (2022) Commune : 52 995 (2022) | 2 349              | modifier les données · modifier les données |
| Attilly                               | 02029      | CC du Pays du Vermandois | 11,81            | 345 (2022)                                       | 29                 | modifier les données · modifier les données |
| Beauvois-en-Vermandois                | 02060      | CC du Pays du Vermandois | 7,51             | 257 (2022)                                       | 34                 | modifier les données · modifier les données |
| Caulaincourt                          | 02144      | CC du Pays du Vermandois | 5,96             | 144 (2022)                                       | 24                 | modifier les données · modifier les données |
| Douchy                                | 02270      | CC du Pays du Vermandois | 5,05             | 159 (2022)                                       | 31                 | modifier les données · modifier les données |
| Étreillers                            | 02296      | CC du Pays du Vermandois | 8,69             | 1 176 (2022)                                     | 135                | modifier les données · modifier les données |
| Fayet                                 | 02303      | CA du Saint-Quentinois   | 5,86             | 711 (2022)                                       | 121                | modifier les données · modifier les données |
| Fluquières                            | 02317      | CC du Pays du Vermandois | 5,24             | 198 (2022)                                       | 38                 | modifier les données · modifier les données |
| Foreste                               | 02327      | CC du Pays du Vermandois | 4,94             | 164 (2022)                                       | 33                 | modifier les données · modifier les données |
| Francilly-Selency                     | 02330      | CC du Pays du Vermandois | 5,43             | 512 (2022)                                       | 94                 | modifier les données · modifier les données |
| Germaine                              | 02343      | CC du Pays du Vermandois | 4,54             | 84 (2022)                                        | 19                 | modifier les données · modifier les données |
| Gricourt                              | 02355      | CC du Pays du Vermandois | 9,92             | 1 000 (2022)                                     | 101                | modifier les données · modifier les données |
| Holnon                                | 02382      | CC du Pays du Vermandois | 6,37             | 1 350 (2022)                                     | 212                | modifier les données · modifier les données |
| Jeancourt                             | 02390      | CC du Pays du Vermandois | 5,82             | 253 (2022)                                       | 43                 | modifier les données · modifier les données |
| Lanchy                                | 02402      | CC du Pays du Vermandois | 3,69             | 38 (2022)                                        | 10                 | modifier les données · modifier les données |
| Maissemy                              | 02452      | CC du Pays du Vermandois | 8,17             | 233 (2022)                                       | 29                 | modifier les données · modifier les données |
| Pontru                                | 02614      | CC du Pays du Vermandois | 14,98            | 281 (2022)                                       | 19                 | modifier les données · modifier les données |
| Pontruet                              | 02615      | CC du Pays du Vermandois | 6,75             | 352 (2022)                                       | 52                 | modifier les données · modifier les données |
| Roupy                                 | 02658      | CC du Pays du Vermandois | 5,90             | 238 (2022)                                       | 40                 | modifier les données · modifier les données |
| Savy                                  | 02702      | CC du Pays du Vermandois | 7,49             | 612 (2022)                                       | 82                 | modifier les données · modifier les données |
| Trefcon                               | 02747      | CC du Pays du Vermandois | 4,02             | 81 (2022)                                        | 20                 | modifier les données · modifier les données |
| Vaux-en-Vermandois                    | 02772      | CC du Pays du Vermandois | 3,85             | 142 (2022)                                       | 37                 | modifier les données · modifier les données |
| Vendelles                             | 02774      | CC du Pays du Vermandois | 5,28             | 122 (2022)                                       | 23                 | modifier les données · modifier les données |
| Le Verguier                           | 02782      | CC du Pays du Vermandois | 4,28             | 215 (2022)                                       | 50                 | modifier les données · modifier les données |
| Vermand                               | 02785      | CC du Pays du Vermandois | 15,75            | 1 102 (2022)                                     | 70                 | modifier les données · modifier les données |
| Canton de Saint-Quentin-1             | 0213       |                          | 174,59           | 28 156 (2022)                                    | 161                | modifier les données                        |

Le canton comprend en outre la partie de la commune de Saint-Quentin non incluse dans les cantons de Saint-Quentin-2 et de Saint-Quentin-3.

## Démographie
En 2022, le canton comptait 28 156 habitants, en évolution de −3,32 % par rapport à 2016 (Aisne : −1,97 %, France hors Mayotte : +2,11 %).
| 2013   | 2018   | 2022   |
| ------ | ------ | ------ |
| 29 177 | 29 153 | 28 156 |